# Карамитев, Апостол
Апо́стол Ми́лев Карами́тев (болг. Апостол Милев Карамитев; 17 октября 1923, Бургас, Болгария — 9 ноября 1973, София, Болгария) — болгарский актёр театра и кино. Народный артист НРБ.

## Биография
В 1947 году окончил театральную школу. Работал в Национальном театре Ивана Вазова. В кино дебютировал в 1951 году. В 2009 году болгарские кинематографисты сняли об актёре документальный фильм.
Был женат на актрисе Маргарите Дупариновой (1921—2005); у них двое детей. Его имя носит театр в Димитровграде.

## Избранная фильмография

### Актёр
- 1951 — Утро над Родиной / Утро над родината — Велизаров
- 1952 — Под игом / Под игото — дьякон Викентий
- 1952 — Наша земля / Наша земя — капитан Велков
- 1954 — Песня о человеке / Песен за човека — Будинов
- 1954 — Герои Шипки / Героите на Шипка — Петко
- 1956 — Это случилось на улице / Това се случи на улицата — шофёр Мишо
- 1957 — Легенда о любви / Легенда за любовта — Фархад
- 1958 — Клятва гайдука / Хайдушка клетва — Страхил
- 1958 — Любимец № 13 / Любимец 13 — Радослав и Радосвет Гелебовы
- 1960 — Дорога через Беловир / Пътят минава през Беловир — инженер Стамен Петров
- 1960 — Три звезды / Három Csillag — Михаил
- 1961 — В ночь на тринадцатое / Нощта срещу 13-и — Тодор Примов / Петар Примов
- 1962 — Двое под небом / Двама под небето — Стефо
- 1962 — Мастер на все руки / Специалист по всичко — Апостол
- 1965 — Рыцарь без доспехов / Рицар без броня — Вуйчото
- 1968 — Белая комната / Бялата стая — Петар Александров
- 1968 — Маленькие тайны / Малки тайни — полковник Дамянов
- 1968 — Свобода или смерть / Свобода или смърт — Давид Тодоров
- 1968 — Один съёмочный день / Един снимачен ден — актёр
- 1975 — Свадьбы Иван Асеня / Сватбите на Йоан Асен — Иван Асень

## Награды
- 1950 — Димитровская премия (за театральную работу)
- 1953 — Димитровская премия («Наша земля»)
- 1956 — приз Кинофестиваля в Карловых Варах («Это случилось на улице»)
- 1969 — Народный артист БНР